# Kilree

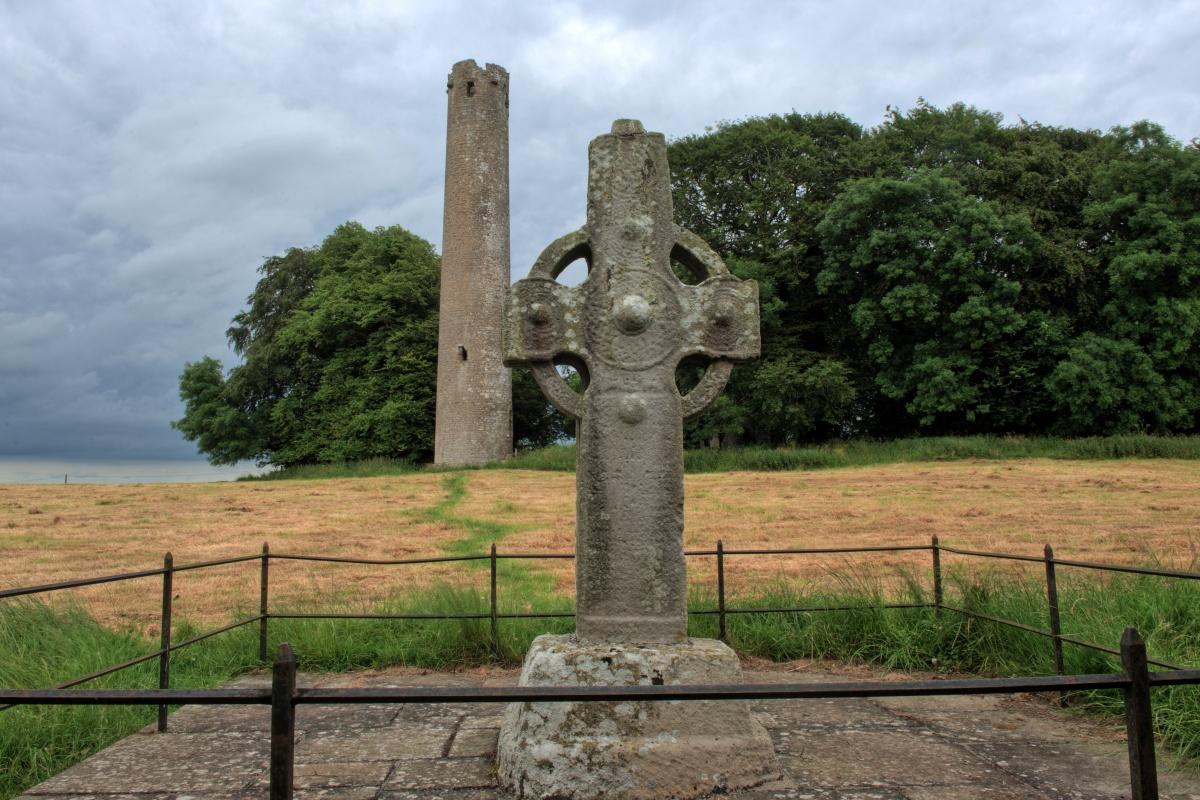
Kilree Hochkreuz & Rundturm

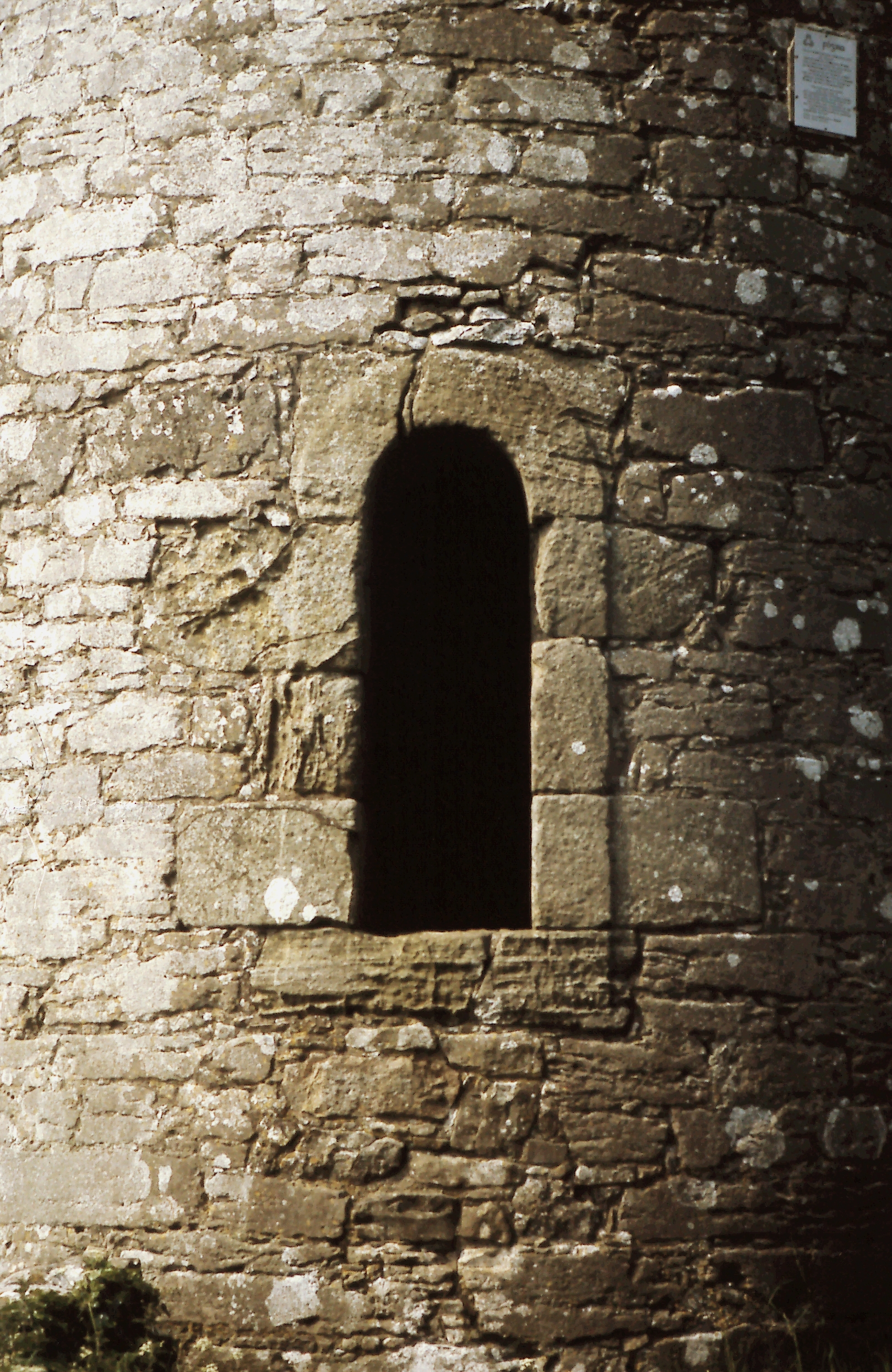
Tür des Rundturms

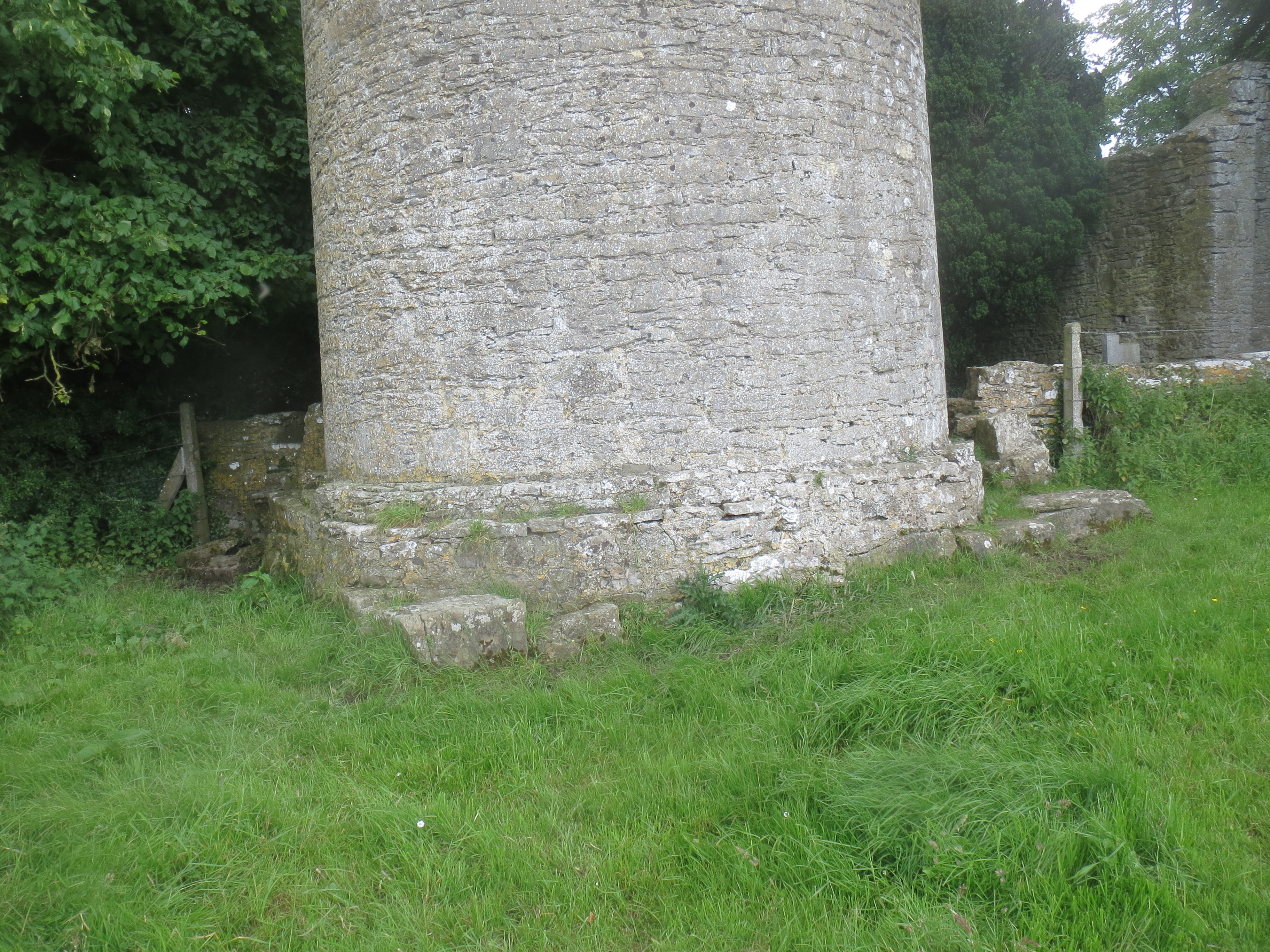
Basis des Rundturms

Kilree  (irisch Cill Rí) ist ein Townland im County Kilkenny in Irland mit den Ruinen einer frühchristlichen Klosteranlage. Der Name stammt vermutlich von Cill Ruidhche (nach St. Ruidhche, einer weiblichen Heiligen)  ab. Kilree liegt circa 15 km südlich der Stadt Kilkenny an einer kleinen Landstraße. Es befindet sich hier ein auch heute noch genutzter Friedhof.

## Sehenswürdigkeiten

### Rundturm
Am Rande des Friedhofs befindet sich ein gut erhaltener Rundturm, der wahrscheinlich aus dem 11. Jahrhundert stammt. Der Friedhof ist von einer ca. 1 m tiefer liegenden Wiese durch eine kleine Mauer getrennt. Auf der Seite der Wiese kann man das Fundament des Turms gut erkennen: auf einem nahezu quadratischen Sockel sind 2 runde Reihen Steine abgesetzt, oberhalb dieser beginnt das eigentliche Bauwerk. Diese Art des Sockels tritt nur noch bei dem wenige Kilometer südwestlich gelegenen Rundturm von Aghaviller auf.
Das Bauwerk hat eine Höhe von 26,8 m bei einem Durchmesser über dem Boden von 4,9 m. Die Türöffnung beginnt bei 1,6 m.
Oberhalb der Türöffnung befinden sich in den nachfolgenden Stockwerken drei rechteckige Fenster, wobei das erste wohl nach außen eine dreieckige Spitze hatte.
Die bei Rundtürmen fast immer üblichen vier Fenster unterhalb des Daches sind ebenfalls rechteckig. Die bei den meisten erhaltenen Rundtürmen typische konische Spitze wurde im Spätmittelalter durch Zinnen ersetzt.
Der Turm ist aus örtlichen Kalksteinen erbaut; lediglich die Türöffnung und die Fenster sind aus Sandstein. Der Türsturz besteht aus einem monolithischen Block mit einem eingehauenen Rundbogen. Heute hat dieser einen Riss.

### Hochkreuz
Auf einer Wiese 60 m südwestlich des Rundturms steht ein 2,15 m hohes Hochkreuz aus Sandstein, das vermutlich aus dem 9. Jahrhundert stammt. Ihm fehlt das bei vielen Hochkreuzen übliche  Dach, jedoch hat es an der Spitze einen Zapfen, mit dem ein solches einmal befestigt gewesen sein könnte. Das Kreuz ist überwiegend mit geometrischen Motiven verziert, es gibt aber auch stark verwitterte figürliche Darstellungen. Deren genaue Interpretation ist wegen des schlechten Zustands nicht eindeutig.

### Kirchenruine
Die Kirche wurde in 2 Abschnitten erbaut. Im 9./10. Jahrhundert das ursprüngliche, 8,6 × 5,7 m große Gebäude, das später das Kirchenschiff wurde. In einer weiteren Phase, wahrscheinlich im 12. Jahrhundert, wurde der Chorraum an der Ostseite hinzugefügt. Er hatte eine Größe von 9,9 × 5,8 m. Im späten Mittelalter fanden dann weitere Umbauten statt. Später verfiel die Kirche zu einer Ruine.